# 레이저 포인터

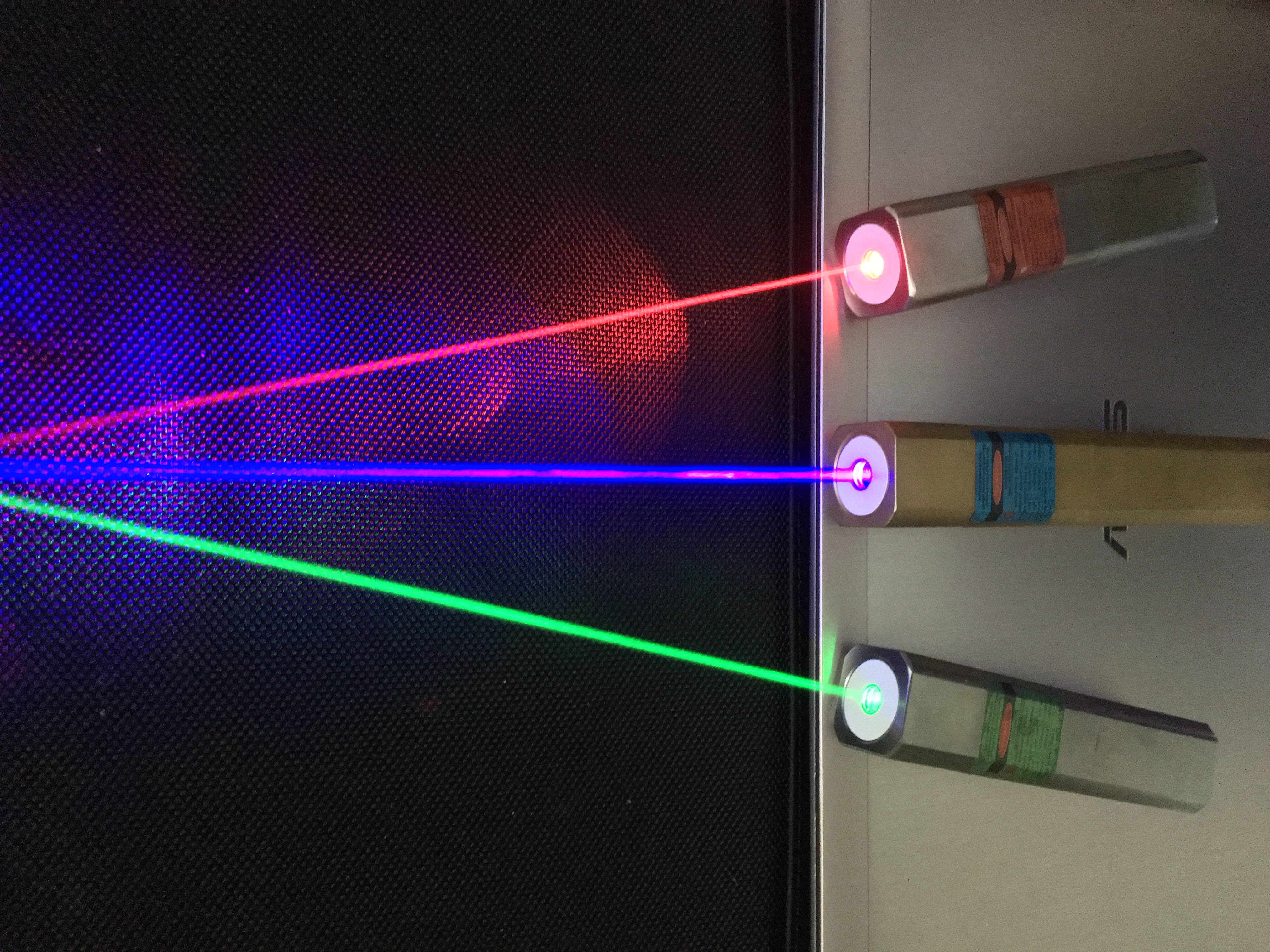
빨강 (635nm), 초록 (532nm), 파랑 (445nm) 레이저 포인터

레이저 포인터(영어: laser pointer) 또는 레이저 펜(영어: laser pen)은 전원(일반적으로 전지)과 반도체 레이저를 갖추고 있어서 매우 얇은 저전력 레이저 빔의 가시광선을 발산하는 조그마한 휴대용 기기로, 조그마한 색의 빛으로 흥미로운 무언가를 강조하는데 사용된다. 전기는 대개 5 mW를 초과하지 않는다. 하지만 강한 레이저 포인터의 경우 무려 출력이 7500mw 까지있다.

## 파장
| 색       | 파장                   |
| -------- | ---------------------- |
| 빨간색   | 638 nm, 650 nm, 670 nm |
| 오렌지색 | 593 nm                 |
| 노란색   | 589 nm, 593 nm         |
| 녹색     | 532 nm, 515/520 nm     |
| 파란색   | 450 nm, 473nm, 488 nm  |
| 바이올렛 | 405 nm                 |

## 같이 보기
- 지시봉
- 네온